# Carmaux
Carmaux – miejscowość i gmina we Francji, w regionie Oksytania, w departamencie Tarn.
Według danych na rok 1990 gminę zamieszkiwało 10 957 osób, a gęstość zaludnienia wynosiła 774 osób/km² (wśród 3020 gmin regionu Midi-Pireneje Carmaux plasuje się na 25. miejscu pod względem liczby ludności, natomiast pod względem powierzchni na miejscu 814.).